# Laurito
Laurito är en ort och kommun i provinsen Salerno i regionen Kampanien i Italien. Kommunen hade 782 invånare (2017).